# Regnum Online
Champions of Regnum, auch bekannt unter Regnum Online, ist ein Computerspiel der Gattung Fantasy-MMORPG, das von den Nimble Giant Entertainment (ehemals NGD Studios), einem Entwicklungsstudio aus Argentinien, entworfen wurde. Zusätzlich zu den Aufgaben aus anderen Spielen aus diesem Genre basiert das Spiel auf einem Konflikt zwischen drei Realms (Nationen). Der Spieler übernimmt die Aufgabe, gegen die anderen Nationen zu kämpfen und Forts und Schlösser einzunehmen um eine Invasion zu starten und die feindlichen Edelsteine zu „klauen“, um damit zum Goldenen Drachen zu gelangen.
Der Name Regnum bedeutet realm (Reich) auf Lateinisch und ist auch eine Anerkennung an eines der ersten Spiele, welches in Argentinien durch einige aus dem Team veröffentlicht wurde (es hatte den Namen Regnum). Dieses Spiel wird üblicherweise mit RO oder COR abgekürzt (was im spanischen Rolle bedeutet). Die internationale Version (Englisch/Spanisch) wurde offiziell am 24. Mai 2007 veröffentlicht. Die deutschsprachige Version wurde von der gamigo AG am 12. Oktober 2007 veröffentlicht. Inzwischen wird die deutsche Sprache auch von der internationalen Version unterstützt. Seit dem 2. Mai 2011 ist eine nordamerikanische Version unter dem Namen Realms Online verfügbar. Das Spiel hatte im Juli 2011 ca. 1,1 Mio. angemeldete Spieler.

## Überblick
Spieler erstellen einen Charakter in einer virtuellen offenen Fantasy-Mittelalterwelt. Als erstes muss der Spieler sich eines der drei Realms oder Nationen aussuchen: Alsius, Ignis oder Syrtis. Sobald eine Nation gewählt wurde, kann der Spieler bis zu drei Charaktere mit unterschiedlicher Rasse, Klasse und Aussehen wählen. Alle drei Charaktere müssen auf demselben gewählten Realm spielen. Sobald der Charakter erstellt wurde, werden, wie in Rollenspielen üblich, Quests erledigt und Monster getötet um höhere Level zu erreichen.
Die Karte ist in drei Zonen eingeteilt. Zuerst ist man in der Anfängerzone mit vergleichsweise leichten Gegnern.
In der zweiten Zone werden die Gegner schwieriger und man kann sich ab Level 10 für eine der zwei Unterklassen entscheiden. Es gibt immer jeweils eine offensive und eine defensive Unterklasse. Bei Magiern gibt es Beschwörer und Hexenmeister. Bei den Bogenschützen gibt es Jäger und Schütze. Bei den Kriegern Ritter und Barbar.
Die dritte Zone ist die Kriegszone, die WarZone. Hier können PvP- und RvR-Kämpfe gegen Spieler anderer Nationen ausgefochten werden. Außerdem können hier zusammen mit der Gilde oder einer Gruppe Forts und Schlösser von jeder Nation eingenommen werden. Durch das Einnehmen von dem Schloss und beiden Forts desselben Gegners durch eines oder auch beide der gegnerischen Reiche besteht die Möglichkeit, in das innere Land des Königreichs einzubrechen und zwei Edelsteine zu entwenden.
Das Spiel erhielt mit Version 1.7.0 seine zweite Erweiterung namens Warmasters. Sie erhöhte das maximale Level von 50 auf 60, und die EP-Kurve wurde angepasst. Jeder Charakter, der Level 60 erreicht und eine spezielle Rüstung gesammelt hat, erhält den Titel des Warmasters und bekommt einen neuen – klassenübergreifenden – Skillbaum mit Sprüchen, die jeden Kampf wenden können.

## Champions of Regnum
Das Spiel erhielt mit der Version 1.10 seine dritte Erweiterung namens Champions of Regnum. In diesem Update wurden Drachen und das Invasionssystem überarbeitet sowie PvE- und PvP-Instanzen hinzugefügt.

### Instanzen
Zurzeit gibt es eine Art von Instanzen:
- Team Deathmatch

Eine Instanz wird von je 3 Spielern pro Reich betreten. Die Gewinner erhalten eine variable Menge Champion Coins, die Verlierer gut die Hälfte. Der Eintritt kostet jedes Mal 3 Tickets, die man in Fortkämpfen für das töten von Spielern bekommt und später bei der Briefeule abholen kann. Die Instanzen sind immer dienstags, mittwochs, freitags und sonntags von 15–17 Uhr und von 21–23 Uhr verfügbar, damit sie keinen merkbaren Einfluss auf das Spielgeschehen auf den weniger populierten Servern haben.

## Invasion

### Die Grenze überwinden
Seit dem Update 1.0 von Regnum Online gibt es eine völlig neue Art des Kämpfens: Die Invasion. In der WZ (Warzone) besitzt jedes Königreich zwei Forts und ein Castle. Kommt es nun zu der Situation, dass eines oder zwei der feindlichen Reiche das Castle und beide Forts eines anderen Königreiches (z. B. Ignis) übernommen hat und diese 30 Minuten halten kann, können alle Kämpfer aus den angreifenden Reichen die Große Mauer (Abgrenzung der WZ vom Königreich) von Ignis angreifen und eventuell zerstören (beachte: nur solange die Castle und beide Forts in der Gewalt von den anderen Reichen sind). Ist dies geschehen können die anderen Reiche, Syrtis und Alsius, in Ignis eindringen und dort die Edelsteine klauen. Jedes Reich besitzt 2 Edelsteine, die an bestimmten Stellen im Königreich platziert sind. Wenn ein Reich durch Invasionen alle 6 Edelsteine in seiner Gewalt hat, können diese in das Drachenportal (innerhalb jedes Königreiches) eingesetzt und dieses geöffnet werden. Wenn man dann durch dieses Portal geht, gelangt man zum goldenen Drachen, der dem Reich einen Wunsch gewährt (z. B. Erfahrungspunkte-Bonus, Erfahrungspunkte-Minus für eins der anderen Reiche, Gold-Bonus, uvm.). Der Wunsch wird durch Abstimmung bestimmt und hält eine Woche (7 Tage) an. Nachdem das Tor wieder geschlossen wird, kehren die Edelsteine automatisch in ihre Reiche zurück.
In einer überarbeiteten Version, muss man das Castle und die beiden Forts nur noch 15 Minuten halten (Castle + 1 Fort 15 Minuten, + beide Forts 5 Minuten), danach ist die Große Mauer für 30 Minuten angreifbar. Die beiden Edelsteine, sind links und rechts vom Drachenportal platziert und bei einer Invasion, mit einem Wächter und 2 Energiebarrieren geschützt.

## Klassen und Unterklassen
Die Klassen
- Der Magier – er kann nur leichte Rüstungen und Stäbe tragen und kann mit seinen Fähigkeiten seinen Gegnern entweder schaden aber auch seinen Verbündeten helfen.
- Der Krieger – er ist der einzige Nahkämpfer und mit seinen mächtigen Waffen und Rüstungen eine sehr starke Klasse die sehr viel Schaden machen und auch einstecken kann.
- Der Bogenschütze – er ist der klassische Fernkämpfer, der sich Pfeil und Bogen zunutze macht, um seine Gegner aus der Distanz zu vernichten.

Nachdem man Stufe 10 erreicht hat, kann man nun je nach Klasse eine von zwei Unterklassen auswählen:
Magier
- Beschwörer – er ist die einzige Heilklasse bei Regnum Online und unterstützt seine Verbündeten, wo er kann. Durch seine mächtigen Beschwörungen kann er aber auch seine Feinde vernichten.
- Hexenmeister – ein wahrer Meister der Elemente, welche er nutzt, um ungeheuren Schaden anzurichten und seine Gegner zu schwächen, außerdem kann er Flächenschaden austeilen um sich gegen mehrere Feinde gleichzeitig zu behaupten.

Krieger
- Barbar – seine Rüstung besteht aus Stahl, Eisen oder schwerem Eisen auf höheren Leveln. Durch seine Kriegsschreie und seinen mächtigen Waffen ist er der Damagedealer bei Regnum Online.
- Ritter – der ist nur sehr schwer zu töten, da er mit seiner mächtigen Rüstung viel blocken kann, außerdem kann er seine Gefährten mit Auren unterstützen aber auch seine Gegner in die Knie zwingen.

Bogenschütze
- Jäger – er besitzt die Fähigkeit, sich ein Monster zu fangen, welches er kontrolliert und somit nicht in der ersten Reihe stehen muss. Außerdem kann er Feinde anderer Königreiche aufspüren oder sich und andere tarnen um Hinterhalte zu planen.
- Schütze – ein wahrer Meister des Bogens der durch seine Treffsicherheit und seiner großen Reichweite aus großer Distanz seine Feinde vernichtet.

Mögliche Klassen pro Rasse (Syrtis=Grün; Alsius=Grau; Ignis=Rot):
| Rasse      | Magier | Krieger | Bogenschütze |
| ---------- | ------ | ------- | ------------ |
| Alturianer | X      | X       | X            |
| Waldelf    | X      |         | X            |
| Halbelf    |        | X       | X            |
| Lamai      | X      | X       | X            |
| Utghaer    | X      | X       |              |
| Nordos     | X      | X       | X            |
| Zwerg      |        | X       | X            |
| Lamai      | X      | X       | X            |
| Molok      |        | X       | X            |
| Dunkelelf  | X      | X       |              |
| Esquelio   | X      | X       | X            |
| Lamai      | X      | X       | X            |

Im Sommer 2012 wurde eine zehnte Rasse, die Lamai, in das Spiel eingefügt. Diese ist in jedem der drei Realms verfügbar und kann, wie alle menschlichen Rassen, jede der drei Klassen erlernen.

## War Zone (WZ)
In der War Zone (Kriegszone) treffen Spieler aller drei Königreiche aufeinander. Spieler von anderen Königreichen können immer angegriffen werden (RvR, Realm vs. Realm). Durch das Töten anderer Spieler bekommt man KRP (Königreichspunkte). Diese werden zusammengezählt und das Ergebnis wird in der Charakterübersicht angegeben. Wenn man genügend KRP gesammelt hat, kommt man in eine Bestenliste. Außerdem befinden sich hier die Forts und Schlösser von jedem Königreich, welche eingenommen werden können.

## Epische Monster (Bosse)
In Regnum wird man öfters auf sogenannte „Epische Monster“ treffen. Sie sind größer und stärker als die normalen und sind allein unmöglich zu besiegen. In der WarZone gibt es sogenannte Boss-Gegner. Es gibt verschiedene Bosse Thorkul (Alsius), Evendim (Syrtis), Dean Rha (Ignis) in der WZ, die alle 3 Reiche bekämpfen können. Die Bosse droppen besondere Items, die zu den Besten des Spiels gehören.
Jedes Reich hat seinen eigenen Drachen, Alasthor (Alsius), Vesper (Syrtis), Tenax (Ignis). Sie können in einer Gruppe von 15 Leuten getötet werden, sie droppen genauso Items wie die Bosse in der WZ. Diese Drachen sind auch bei Invasionen (Invas) zur Unterstützung dabei. Die jeweiligen anderen Drachen kann man auch töten, wenn man sich zum Drachenwunsch, den jeweiligen Zeppelin zu den ausgesuchten Drachen wünscht.

## Community
Das Spiel entstand in Argentinien, daher gibt es auf dem ersten Server Ra sehr viele Spieler, die Spanisch sprechen. Das Spiel wird aber auch in der internationalen Community gespielt. Abhängig von der Zeitzone trifft man Spieler, die spanisch, englisch, deutsch, französisch, schwedisch, polnisch oder eine andere Sprache sprechen. Inzwischen gibt es aber auch Server mit der Hauptsprache deutsch. Der soziale Faktor ist sehr wichtig für das Spiel und wird durch Chatkanäle (Reichs-, General-, Handel- und Clanchat) unterstützt, es gibt auch die Möglichkeit Gruppen und Clans zu bilden. Außerdem gibt es verschiedene Online Ranglisten und ein offizielles Forum.
Das Spiel hat ein kleines Entwicklerteam, welches den Kontakt zu den Spielern hält.

## Charaktere
Es sind derzeit 11 Rassen, 4 in jedem Reich. Eine Unterklasse kann man mit Level 10 wählen. Insgesamt kann man bis Level 60 aufsteigen.
Charaktere haben Attribute, welche die physischen und psychischen Eigenschaften repräsentieren. Wenn Charaktere Quests erfolgreich abschließen oder Monster töten, erhalten sie Erfahrungspunkte und steigen in höhere Level auf. Dadurch wird man noch stärker und erhält neue Fertigkeiten und steigert die Attribute.
Durch die Möglichkeit jederzeit seine Fertigkeiten wieder zurücksetzen zu können, um andere Fertigkeiten zu erlernen, hebt sich Regnum Online von der breiten Masse an MMORPGs ab. Dies ist kostenlos und ohne Nachteile per Kommandozeile (/reset_powers) oder direkt beim Trainer durchführbar.
Man kann Spieler von anderen Reichen, Monster und Kameraden in Arenen angegriffen und Festungen und Burgen einnehmen. Wichtig ist hierfür das Teamplay. Dafür stehen unterschiedliche, sich aber im Team ergänzende Klassen zur Verfügung. So haben die defensiven Klassen wichtige Aufgaben, wie zum Beispiel als Beschwörer das Heilen der Mitspieler, die im feindlichen Gebiet zwischen Sieg und Niederlage entscheiden können.

## Server

### Ra (International)
Ra ist der älteste und Hauptserver des Spiels und wird hauptsächlich von Spielern aus Argentinien (wo die Entwickler arbeiten) und anderen spanischsprachigen Ländern bevölkert. Es gibt jedoch englischsprachige Spieler und Clans, auf diesem Server spielen die meisten erfahrenen Spieler. Der Server ist bei weitem der aktivste, obwohl dies auch Probleme hat. Große Schlachten zwischen vielen Spielern erfordern einen leistungsfähigen Computer für eine akzeptable Framerate und Ping-Zeiten können sehr hoch sein, insbesondere bei Invasionen.

### Valhalla (Europe)
Am 23. August 2007 wurde offiziell bekannt gegeben, dass Gamigo die exklusiven Rechte erworben hat, eine deutsche Version von Regnum Online mit eigenen Server für den deutschsprachigen Raum anzubieten. Am 11. September 2007 wurde eine geschlossene Beta-Version gestartet. Die offene Beta-Version wurde am 4. Oktober 2007 gestartet. Nach Beendigung wurde die Betaphase beendet und Gamigo hatte den regulären Betrieb von Regnum Online am 12. Oktober 2007 aufgenommen. Im April 2012 entschied man sich aufgrund einer Umfrage dazu die beiden deutschen Server Muspell und Niflheim zu vereinen. Der neue Server Valhalla entstand. Seit April 2018 steht Valhalla unter der Aufsicht von NGE-Mitarbeitern. Am 21. Mai 2021 hat Valhalla seine Pforten für immer geschlossen.

### Amun (Experimental)
Das Spiel hat einen öffentlichen Testserver, Amun. Sein Zweck ist es, neue Funktionen, Korrekturen und allgemeine Politur zu testen. Bevorstehende Patches werden häufig auf diesem Server abgelegt, bevor sie auf den Hauptservern bereitgestellt werden. Die Zeichendatenbank für diesen Server wird zeitweise vom Ra-Server kopiert. Die Zeichen auf diesem Server können daher ohne vorherige Benachrichtigung gelöscht werden.
Der Server verfügt über einige Funktionen um in der Prüfung zu helfen, es gibt einen „global“ Chat-Kanal für intern Bereich Kommunikation, der /reset_powers Befehl dauert nur 3 Sekunden statt der üblichen 60 und gibt es einen zusätzlichen /trainBefehl, die Spieler können ihre Skillung von überall aus ändern und nicht nur bei einem Trainer.
Die Verfügbarkeit dieses Servers ist jedoch nicht immer garantiert und manchmal nur für eine ausgewählte Gruppe von Testern verfügbar.
Auf diesem Server wird Ximerin aus dem Inventar eines Charakters verkleinert, jedoch nicht in der Datenbank gespeichert. Ximerin wird nur für die Live-Server ausgegeben. Während Ximerin auf diesem Server nicht vom Spielerkonto abgezogen wird, ist immer noch der Mindestbetrag für den Kauf der gewünschten Artikel erforderlich. Dies gibt den Spielern die Möglichkeit, Premium-Gegenstände zu testen, bevor das Ximerin tatsächlich für echt ausgegeben wird. Im August 2008 wurde Regnum Online auf fünf Servern gespielt, wobei einer davon einen Testserver darstellt. Auf diesem Server werden die Aktualisierungen bereits einige Tage vorher aufgespielt und die Spieler haben die Möglichkeit, Fehler im Forum zu melden. Außerdem gibt es weitere Befehle und einen Globalen Chat, was das Testen neuer Funktionen erleichtert.

### Entwicklung
Das Spiel wurde offiziell am 24. Mai 2007 veröffentlicht, nach über 4 Jahren Entwicklungszeit.
Die meisten Spielelemente sind bereits vorhanden. Viele fehlende Funktionen wurden in folgenden regelmäßigen Aktualisierungen bereits hinzugefügt. Die Spieler werden im offiziellen Discord dazu ermutigt über die Aktualisierungen und Fehler zu diskutieren. Auf sinnvolle Beiträge der Spieler antworten auch die Entwickler und Communitymanager.

### Ng3D 2.0
Regnum Online läuft unter der „Ng3D“ Engine, eine von den Nimble Giant Entertainment (Entwickler) selbst entwickelten Engine. Da diese Engine schon über 6 Jahre alt ist und die Grafik optisch nicht mehr auf dem neusten Stand, arbeiteten die Entwickler der NGD Studios an einer Überarbeitung der Engine. Die neue Engine läuft unter dem Namen „Ng3D 2.0“ und wurde am 16. Dezember 2009 auf die Server aufgespielt.

## Geschäftsmodell
Ursprünglich war geplant, dass für dieses Spiel ein monatlicher Beitrag fällig wird. Nimble Giant Entertainment hatten aber entschlossen, das Geschäftsmodell zu ändern, so ist das aktuelle Geschäftsmodell auch bekannt als „Kostenlos spielbar mit Premium Inhalten“. Das bedeutet, das Spiel kann kostenlos gespielt werden, aber es stehen Gegenstände zur Verfügung, die man nur für echtes Geld kaufen kann.
Auf der offiziellen Homepage ist aber zu lesen, dass darauf geachtet wird, dass die Premium-Gegenstände keinen merkbaren Einfluss auf die PvP-Kämpfe haben werden.

### Premium-Inhalte
Folgende Premiumgegenstände stehen derzeit zur Verfügung:
- Änderung der Haarfarbe und Frisur
- Änderung des Bartes und der Bartfarbe
- viele verschiedene Kostüme (z. B. Pirat)
- Charakter Umbenennung – Namensänderung (nur alle 7 Tage einsetzbar)
- Rassenwandel Rolle (nur alle 7 Tage einsetzbar)
- Geschlechterwandel Rolle (nur alle 7 Tage einsetzbar)
- Rolle der Neuverteilung – mit dieser Rolle lassen sich die ersten 5 Attribute, die bei der Erstellung des Charakters gewählt wurden, wieder zurückzusetzen und neu anordnen
- Charakterplatz-Erweiterung – permanente Erhöhung der Charakterplätze von 3 auf 6
- Farben – zum Einfärben von Rüstungen und Tuniken
- verschiedene Glückskisten Waffe/Rüstung – zufällige Rüstung / Waffe
- verschiedene Glückskisten „Edelstein“ – zufälliger Bonusstein zum Einsetzen in eine Waffe
- Kriegsfahne – erstellt eine Fahne, mit der Verstärkung anfordert werden kann
- Gesundheitsregenerationstränke (nicht während eines PvP-Kampfes nutzbar)
- Manaregenerationstränke (nicht während eines PvP-Kampfes nutzbar)
- Reittiere – verschiedene Reittiere die auf Dauer bestehen
- Reparaturhammer – repariert alle Gegenstände im Inventar
- Schriftrollen mit Erfahrungspunkte-Bonus (Booster) (50 %, 100 %, 200 %, 500 % Bonus) oder die „Rolle des Meisters“, die den Spieler sofort auf Level 30 setzt und „Rolle des Großmeisters“, die den Spieler sofort auf Level 45 setzt, es gibt auch die „Rolle des Champions“ (erst kaufbar wenn man bereits einen 60er Charakter hat)
- Gold- / Warmarster Coins Booster
- Teleporterschriftrollen – teleportiert in eine Stadt / Dorf im jeweiligen Reich
- Duellfahnen – fordert einen angewählten Spieler des jeweiligen Reiches zu einem Duell auf (Um sich auch außerhalb der Arena zu duellieren)
- Sockelrune – fügt einer Waffe, die noch keinen Sockel besitzt, einen leeren Sockel hinzu
- Entsockel-Rune – um eine, mit einem „Edelstein“ bestückte Waffe, zurückzusetzen
- Verschmelzung – Kombination von 2 gleichen Waffen/Rüstungsteile, Aussehen der ersten Waffe/Rüstung mit den Werten der zweiten Waffe/Rüstung
- verschiedene Begleiter z. B. Totugo, tauscht 75 Mana für 10 Punkte an Konzentration
- uvm.